# Pudding Mill Lane (DLR)
Pudding Mill Lane is een station van de Docklands Light Railway in de Londense wijk Stratford. Het station werd in 1996 in gebruik genomen. Het ligt tussen de stations Bow Church, en Stratford.